# Dubianella chrysogaster
Dubianella chrysogaster là một loài bọ cánh cứng trong họ Cerambycidae.